# Gagnebina commersoniana
Gagnebina commersoniana là một loài thực vật có hoa trong họ Đậu. Loài này được (Baill.) R.Vig. miêu tả khoa học đầu tiên.